# Tegalreja
Tegalreja is een bestuurslaag in het regentschap Brebes van de provincie Midden-Java, Indonesië. Tegalreja telt 4523 inwoners (volkstelling 2010).